# Vojvoda Stepa
Vojvoda Stepa (en serbe cyrillique : Војвода Степа ; en hongrois : Leónamajor) est une localité de Serbie située dans la province autonome de Voïvodine. Elle fait partie de la municipalité de Nova Crnja dans le district du Banat central. Au recensement de 2011, elle comptait 1 366 habitants.
Vojvoda Stepa est officiellement classée parmi les villages de Serbie.

## Histoire
Vojvoda Stepa a été fondée en 1923 par des colons venus de diverses régions du royaume des Serbes, Croates et Slovènes (Monténégro, Herzégovine, Lika, etc). Beaucoup de ces colons furent soldats dans l'armée serbe. Le premier nom du village fut Leonovac (en serbe cyrillique : Леоновац), d'après le prénom de la fille du comte Csekonics qui avait un domaine dans la région où le village fut fondé. Son nom actuel rappelle le souvenir du voïvode Stepa Stepanović.

## Démographie

### Évolution historique de la population
| 1948  | 1953  | 1961  | 1971  | 1981  | 1991  | 2002  | 2011  |
| ----- | ----- | ----- | ----- | ----- | ----- | ----- | ----- |
| 2 832 | 3 076 | 2 857 | 2 518 | 2 032 | 1 827 | 1 720 | 1 366 |

|  |